# 라이프 오브 크라임
《라이프 오브 크라임》(영어: Life of Crime)은 미국에서 제작된 대니얼 셱터 감독의 2013년 블랙 코미디 범죄 영화이다. 제니퍼 애니스턴 등이 출연하였다. 이 영화의 가제는 엘모어 레너드 프로젝트였다.

## 출연
- 제니퍼 애니스턴
- 야신 베이
- 아일라 피셔
- 윌 포테이
- 마크 분 주니어
- 팀 로빈스
- 존 호크스
- 찰리 테이핸
- 셔나 코페드
- 차이나 레인
- 클리아 루이스
- 케빈 코리건
- 레너드 로빈슨

## 기타 제작진
- 미술: 리사 마이어스
- 세트: 재스민 E. 벌루